# SC Gooiland in het seizoen 1968/69
Het seizoen 1968/1969 was het 14e jaar in het bestaan van de Hilversumse betaaldvoetbalclub SC Gooiland. De club kwam uit in de Tweede divisie en eindigde daarin op de zevende plaats. Tevens deed de club mee aan het toernooi om de KNVB beker, hierin werd de club in de eerste ronde uitgeschakeld door ADO (1–5).

## Wedstrijdstatistieken

### Tweede divisie
|       | AGOVV | Baronie | SC Drente | EDO   | Excelsior | Fortuna | De Graafschap | Heerenveen | Hermes DVS | Limburgia | NOAD  | PEC   | Roda JC | Velox | FC VVV | ZFC   | Zwolsche Boys |
| ----- | ----- | ------- | --------- | ----- | --------- | ------- | ------------- | ---------- | ---------- | --------- | ----- | ----- | ------- | ----- | ------ | ----- | ------------- |
| Thuis | 0 – 1 | 4 – 0   | 2 – 0     | 3 – 0 | 0 – 0     | 1 – 0   | 0 – 2         | 3 – 1      | 3 – 2      | 2 – 0     | 2 – 2 | 2 – 0 | 0 – 0   | 1 – 1 | 2 – 0  | 0 – 0 | 1 – 1         |
| Uit   | 2 – 3 | 7 – 0   | 1 – 0     | 0 – 0 | 1 – 0     | 4 – 4   | 4 – 0         | 3 – 0      | 2 – 2      | 1 – 1     | 2 – 0 | 2 – 2 | 1 – 0   | 1 – 2 | 2 – 0  | 1 – 2 | 1 – 1         |

### KNVB beker
| 1e ronde                                                   | SC Gooiland        | 1 – 5 (1 – 2) | ADO                                                                                     |
| 15 september 1968 Plaats: Hilversum Gemeentelijk Sportpark | Sveto Stanišić 39' |               | 35' Kees Aarts 36' Harrie Heijnen 48' Piet Giesen 87' Piet de Zoete 88' Lex Schoenmaker |

## Statistieken SC Gooiland 1968/1969

### Eindstand SC Gooiland in de Nederlandse Tweede divisie 1968 / 1969
| Stand | Gespeeld | Gewonnen | Gelijk | Verloren | Punten | Doelpunten voor | Doelpunten tegen |
| ----- | -------- | -------- | ------ | -------- | ------ | --------------- | ---------------- |
| 7e    | 34       | 12       | 12     | 10       | 36     | 43              | 45               |

### Topscorers
| #      | Naam             | Goal |
| ------ | ---------------- | ---- |
| 1.     | Sveto Stanišić   | 11   |
| 2.     | Eddy Westbroek   | 8    |
| 3.     | Piet Boogaard    | 7    |
| 4.     | Gerard Hogenbirk | 5    |
| 4.     | Henk Kanselaar   | 5    |
| 6.     | Huub Lenz        | 3    |
| 7.     | Wim Riechelmann  | 2    |
| 8.     | Joop Hollak      | 1    |
| 8.     | Joop Wendelgelst | 1    |
| Totaal | Totaal           | 43   |

| #      | Naam           | Goal |
| ------ | -------------- | ---- |
| 1.     | Sveto Stanišić | 1    |
| Totaal | Totaal         | 1    |

## Voetnoten
AGOVV · Baronie · SC Drente · EDO · Excelsior · Fortuna · Gooiland · De Graafschap · Heerenveen · Hermes DVS · Limburgia · NOAD · PEC · Roda JC · Velox · FC VVV · ZFC · Zwolsche Boys